# Icosium
Icosium (punsko ʾy ksm, Otok sov; starogrško Ἰκόσιον, latinizirano: Ikósion) je bila feničanska in punska naselbina v današnji Alžiriji. Bilo je del Numidije in je kasneje postalo pomembna rimska kolonija  in zgodnjesrednjeveška škofija (danes latinski naslovni sedež) na območju kazbe v sodobnem Alžiru.

## Zgodovina
Kolonija 'rimskih veteranov' je bila ustanovljena v Icosiumu med vladavino Juba II. (Plinij HN 3,19; 5,20). Pod Vespazijanom je mesto postalo Colonia Latina (CIL VIII Suppl. 3, 20853).Brills N.P.
Zgodovina mesta Icosium sega okoli leta 400 pred našim štetjem, ko so lokalni ribiči ustvarili majhno berbersko vas. Šele ko se je v Avgustovih časih tam naselilo 3000 rimskih veteranov kot kolonisti, je Icosium pridobil na pomenu.

## Legende
Grško ime Ikósion je bilo kasneje pojasnjeno, da izhaja iz grške besede za 'dvajset' (εἴκοσι, eíkosi), domnevno zato, ker ga je ustanovilo dvajset Heraklejevih spremljevalcev, ko je med svojim delom obiskal gorovje Atlas.
Vendar so berbersko naselbino zasedli tudi nekateri punski naseljenci vsaj že v 3. stoletju pred našim štetjem. Imenovali so ga y-ksm ali ʾy-ksm, kar naj bi pomenilo 'galebji otok' in je bil sčasoma v latinščini prepisan kot Icosium. Prvotno punsko ime se odraža v sodobnem arabskem imenu za Alžir (arabsko الجزائر, izgovorjeno Al Jaza'ir), kar pomeni 'otoki'.

### Rimsko mesto
Leta 146 pr. n. št. je Icosium postal del Rimskega cesarstva. Tacfarinasov upor je prizadel mesto, vendar je Icosium oživel z uvedbo kolonije veteranov rimskih vojakov med vladavino Jube II. Mestu je cesar Vespazijan podelil latinske pravice (colonia Latina). Rimski Icosium je do leta 1940 obstajal v "morski četrti" mesta Alžir. Rue de la Marine je sledila črtam tistega, kar je bila nekoč rimska ulica in uničen akvadukt je bil viden pri alžirskih 'Vratih zmage' šele leta 1845. V bližini Bab-el-Oueda in Bab Azouna so obstajala rimska pokopališča. Pod Rimljani so bila tudi druga naselja v bližini na bregovih Haratoba (klasični Savus).
Številni rimski kolonisti so se naselili v Icosiumu pod Avgustom in - potem ko ga je Vespazijan povišal v rimsko kolonijo - je bila latinščina jezik, ki so ga v mestu govorili v 1. stoletju našega štetja. Mesto - s skoraj 15.000 prebivalci, po besedah zgodovinarja Theodora Mommsena - je rimski cesar Vespazijan podelil polne latinske pravice.
Do 2. stoletja je dotok Berberov s podeželja spremenil demografijo naselja, tako da so latinsko govoreči postali manjšinska elita.
Alžir predstavlja le nekaj rimskih ostankov; in še vedno ni gotovo, kakšno ime je nosil pod latinskim vplivom, nekateri mislijo, da je Icosium, drugi pa Jomnium. G. Blofeld pravi, da so rimske ruševine na bregovih reke Savus (Haratob), jugovzhodno od Alžira; in meni, da je to bolj verjetno mesto Icosium kot Alžir. G. Berbrugger omenja ostanke rimske vie, Rue de la Marine, blizu pristanišča prestolnice, za katere meni, da so morale v večini pogledov ustrezati staremu mavrskemu pristanišču pred letom 1830. G. S. Marie nas obvešča, da je v četrti, pri Vratih zmage, v starem mestnem jedru, na eni strani vrat leta 1845 stal vodnjak iz belega marmorja, zgrajen med ruševinami rimskega akvadukta. — John Reynell Morell
Krščanstvo se je začelo izvajati v poznem 2. stoletju, v zgodnjem 4. stoletju pa je bilo glavna vera lokalnih romaniziranih Berberov v mestu. Škofje se omenjajo šele v 5. stoletju. Na krščanskem koncilu v Kartagini leta 419 n. št. (spodbujal ga je sveti Avrelij) je šel škof Laurentius »Icositanus« kot predstavnik Mauretania Caesariensis: Avguštin iz Hipona je o njem pisal v pismu papežu Celestinu I.

### Kasnejša zgodovina
Icosium je ostal del Rimskega cesarstva, dokler ga leta 430 niso osvojili Vandali. Leta 442 je sporazum med Rimskim cesarstvom in Vandali omogočil, da so Icosium zasedali Rimljani med vandalskim nadzorom severne Mauretania Caesariensis. Nekatera berberska plemena so prevzela nadzor nad mestom na začetku 6. stoletja, vendar je mesto kasneje ponovno osvojilo Bizantinsko cesarstvo. To se je zgodilo tik pred arabskim osvajanjem v poznem 7. stoletju.
Icosium so nato uničili Arabci in ga v 8. stoletju zmanjšali na zelo majhno vas. Večino romaniziranih prebivalcev so pobili ali poslali kot sužnje v Damask. Do leta 950 so od rimskega Icosiuma ostale le ruševine.

Rimsko mesto se je raztezalo vzdolž obale s hribom za njim. Zaščiteno je bilo z obzidjem s stolpi. Deli so danes ohranjeni na več mestih ... utrdbe so obdajale del sodobne kazbe na JZ in okrožje Bab-el-Oued (Alžir) na SV. Segale so do nekdanjega Bressonovega trga proti JV. Zunaj so se vile, obdane z vrtovi, na obalni ravnini in pogosteje na pobočjih hribov. V vilah so nastale skulpture: dve ženski glavi, kip Pomone, drugi kip ženskega božanstva, glava cesarja Hadrijana; vsi so v alžirskem muzeju. Znotraj spodnjega mesta, ki je bilo gosto naseljeno, je splet pravokotnih druga na drugo ulic tvoril insule. Njihov načrt je pogosto mogoče zaslediti v sodobni urbani mreži. Decumanus maximus je sledil sodobni ulici Bab-Azoun ... Od spomenikov, odkritih ali opaženih v mestu, so javna kopališča posebnega pomena. Štiri cisterne, postavljene ena poleg druge, in dva okrasna mozaika kažejo, da je bila prva stavba kopališča pod staro stolnico. Druga je bila pod nekdanjo cerkvijo Notre Dame des Victoires. Tretja je bila odkrita v predmestju na JV, blizu Jardin d'Essai. Glede na napis (CIL VIII, 9256) je nedvomno obstajal mitrej. Nobena cerkev ni znana, vendar kapiteli in fenestella confessionis (v alžirskem muzeju) kažejo na prisotnost stavbe za krščansko bogoslužje.— M. Leglay
Šele v 10. stoletju ga je Buluggin ibn Ziri, Berber, ki je financiral Alžirijo pod rodbino Ziridov, znova začel razvijati do mesta, ki je danes glavno mesto sodobne Alžirije. Alžirska kazba (Unescov seznam svetovne dediščine) temelji predvsem na ruševinah starega Icosiuma. Je srednje veliko mesto, ki se, zgrajeno na hribu, spušča proti morju in je razdeljeno na dvoje: Gornje mesto in Spodnje mesto, ki zdaj nevarno propadata.

## Religija
Okoli leta 400 je bila pod rimsko oblastjo ustanovljena škofija Icosium, ki so jo okoli leta 500 zatrli, domnevno arijski Vandali. Leta 1700 je bila škofija nominalno obnovljena kot naslovna škofija Icosium (italijansko Icosio). 10. avgusta 1838 je naslovni sedež prenehal obstajati, saj je bila rezidenčna škofija obnovljena pod sodobnim imenom mesta kot rimskokatoliška škofija Alžir, ki je bila 25. julija 1866 promovirana v metropolitansko nadškofijo Alžir.